# 寮美千子
寮 美千子（りょう みちこ、1955年 - ）は、日本の作家。幼年童話からジュブナイル小説・絵本・詩・純文学・ノンフィクションまで手がけ、題材も先住民文化から宇宙天文まで幅広い。

## 略歴・主な作品
東京都生まれ、千葉県育ち。千葉県立千葉高等学校卒業。高校時代は弓道部に所属。中央大学文学部（夜間学部）中退。外務省・広告制作会社・フリーランスのコピーライターを経て、1986年、毎日童話新人賞を受賞、童話作家としてデビュー。2005年、泉鏡花文学賞を受賞。2006年以降、奈良市に在住。

### 童話・絵本・小説・詩・ノンフィクション

#### 童話
- 1986年、童話「ねっけつビスケット チビスケくん」で第10回毎日童話新人賞を受賞[2]。毎日こどもしんぶんに連載（絵・古川タク）。物語の結末を「夢オチ」に書き直すよう審査委員長の寺村輝夫に求められたのを断ったところ、同賞受賞作のなかで初めて単行本化されなかった[3][4]。
- 1987年、童話単行本『ねこ地図いぬ地図りすの地図』（絵・倉橋達治、ポプラ社）を発表。
- 2009年・2010年・2012年、奈良を舞台にしたファンタジー童話「ならまち大冒険」シリーズを毎日新聞大阪本社版に連載。2010年に一作目が『ならまち大冒険 ―まんとくんと小さな陰陽師』（絵・クロガネジンザ、毎日新聞社）として単行本化された。
- 2013年、広島県三次市に伝わる「稲生物怪録」をもとにした童話を毎日新聞大阪本社版に連載。2015年に『へいきの平太郎 —稲生物怪物語』（絵・クロガネジンザ、ロクリン社）として単行本化された。

#### 絵本
- 1987年以降、幼稚園・保育園向けの月刊絵本誌で数多くの作品を発表。それらの中から『おおきくなったらなんになる?』（絵・はたこうしろう）『たいちゃんのたいこ』（絵・大島妙子、いずれも鈴木出版）『ほしのメリーゴーランド』（絵・鯰江光二、フレーベル館）などが単行本化された。また、「おおきくなったらなんになる?」「ぎざみみうさぎ」（絵・金尾惠子）「どんぐりたいかい」（人形制作・所由紀子）「もっともっとおおきなおなべ」（絵・どいかや）などが香港・台湾・韓国で翻訳出版された。
- 1992年、野辺山宇宙電波観測所十周年記念絵本『ほしがうたっている』（絵・高橋常政、思索社）を制作[5]。
同年、アジアン・カルチュラル・カウンシルの助成を受けて[6]アメリカを訪問、NASA[7]と先住民居留地を取材。1995年の『父は空 母は大地 ―インディアンからの手紙』（画・篠崎正喜、パロル舎のちロクリン社）制作につながる[8]。
- 1999年、日本の先住民であるアイヌの民話に材をとった『おおかみのこがはしってきて』（画・小林敏也、パロル舎のちロクリン社）を制作。2000年、北海道指定図書に選定[9]。
- 2004年、兵庫県立西はりま天文台の2メートル望遠鏡「なゆた」完成記念絵本『遠くをみたい ―星の贈りもの』（画・東逸子、パロル舎）を制作。
- 2005年、財団法人アイヌ文化振興・研究推進機構の助成を受けて『イオマンテ ―めぐるいのちの贈り物』（画・小林敏也、パロル舎のちロクリン社）を制作。同年、小学館児童出版文化賞候補作に選出[4]。2010年、北海道指定図書に選定。
- 2012年 - 2013年、古典絵巻の絵をそのまま使用して新たに詞書を付けた『空とぶ鉢 ―国宝信貴山縁起絵巻より』[10]『生まれかわり ―東大寺大仏縁起絵巻より』『祈りのちから ―東大寺大仏縁起絵巻より』（いずれも長崎出版）を発表。
- 2013年、歴史ノンフィクション絵本『エルトゥールル号の遭難 -トルコと日本を結ぶ心の物語』（絵・磯良一、小学館）を発表。厚生労働省「子どもたちに読んでほしい本」に選定[11]。
- 2015年、古事記を題材にした『絵本古事記 よみがえり ―イザナギとイザナミ』（画・山本じん、国書刊行会）を発表[12]。国生みや黄泉の国へ向かうイザナギとイザナミの物語が幻想的に描き出され、古代的感性が伝わってくる作品[13]。
- 2019年、歴史ノンフィクション絵本『奈良監獄物語 ?若かった明治日本が夢みたもの』（絵・磯良一、小学館）を発表[14]。100年を超える歴史を持ち、「監獄ホテル」として生まれ変わる旧奈良監獄が、自らの由来と歴史を語るスタイル。

ほかに、日食についての科学解説と日本・アイヌ・インドの日食神話を一冊に収めた『黒い太陽のおはなし ―日食の科学と神話』（絵・佐竹美保、天文監修・黒田武彦、小学館）、神話絵本『天からおりてきた河 —インド・ガンジス神話』（画・山田博之、長崎出版）など。

#### 小説
- 1988年 - 1989年、「小惑星美術館」（挿画・小林敏也）を毎日中学生新聞に連載。野辺山宇宙電波観測所の45メートル電波望遠鏡にインスパイアされた、宇宙が舞台のSFファンタジー小説[16]。1990年、パロル舎から単行本化。2000年2月、NHK-FM・青春アドベンチャーにてラジオドラマ化[17]。
- 1991年、『ラジオスターレストラン』（パロル舎）を発表。電波天文学が明らかにした宇宙の物質循環のメカニズムを骨格とした冒険ファンタジー小説[18]。1992年、TBSラジオでドラマ化[19]。2002年、山梨県立科学館でプラネタリウム番組化。2012年、金沢芸術創造財団がオペラ化[20]。同年、改訂新版『ラジオスターレストラン —千億の星の記憶』（長崎出版）を発表。
- 1999年、『星兎』を発表。2006年、山梨県立科学館でプラネタリウム番組化[21]。
- 2005年、『楽園の鳥 カルカッタ幻想曲』（講談社、2004年）[22]が第33回泉鏡花文学賞を受賞[23]。インドやネパールなどを舞台に、主人公が心の旅をするようすを詩情豊かに描いた長編小説[4]。選考委員の五木寛之は「リアリズムの基本を押さえ、自分の本当の魂を発見するという心の旅路を描いている」「哲学的な時間、空間を感じさせる。詩のような文体にほれ込んだ」と評した[24]。文芸評論家の豊崎由美は「わたくしをはじめほとんどの書評家がこの作品をスルーしたのは犯罪クラスの過ちだったというのが、今回の受賞ではっきりした次第です。この小説を候補に挙げた人、偉いっ! 全員一致で受賞させた選考委員、偉いっ! 出版を決めた講談社の宇山さん、偉いっ! おかげで大変遅ればせながら、不肖トヨザキも読むことができました。そして、授賞に深く深く同意と賛意を示す次第です」と評した[25]。批評家の四方田犬彦は「魂の救済を求めタイからネパールへと彷徨ってゆく女性の物語」「「美しかりし夢の世」の破綻を描いてきた作者は、ここで初めて現実の汚穢をかい潜り、魂の浄化に到達することを知りました」と紹介した[26]。本書は講談社の名物編集者宇山日出臣が現役最後に作った本[27]。平野湟太郎が造本し、表紙にはタイトルも著者名もなく、門坂流の銅版画のみが印刷されているという異色の装丁である[28][29]。
- 2009年、ファンタジー小説『夢見る水の王国』上・下（角川書店）を発表。『楽園の鳥』の作中作でもある。
- 2010年、『雪姫 ―遠野おしらさま迷宮』（兼六館出版）を発表。『遠野物語』をモチーフとした幻想小説。2011年、NHK-FMでドラマ化[30]。

ほかに、『ノスタルギガンテス』（パロル舎）など。

#### 詩・作詞
- 1991年 - 1997年、衛星放送ラジオ局「セント・ギガ」に600篇以上の詩を提供[31][32]。
- 2001年、池澤春菜に「星の魚」を提供、アルバム『caramel』に収録。
- 2003年より、作曲家の高橋喜治が、寮美千子の作品をもとに合唱曲を制作している。演奏時間30分におよぶ大作『父は空 母は大地 - ウェイバックマシン（2014年1月9日アーカイブ分）』は2003年に初演。また、2004年初演の「インディアン・フォレスト」「朝露」「Merry Christmas」を皮切りに、7曲からなる組曲『インディアン・フォレスト』が2007年にかけて制作された。
- 2008年、奈良の地域キャラクターまんとくんの応援ソング「まんとくんのうた♪」「まんとくん音頭♪」を作詞。2009年、なら1300年祭応援イメージソング「あおによし」を作詞。いずれも清田愛未が作曲し、歌った。
- 2011年、映画『ひとにぎりの塩』の主題歌「ひとにぎりの塩」を作詞。谷川賢作が作曲し、金沢ジュニアオペラスクール生が歌った[33]。
- 2013年、奈良市富雄第三中学校の校歌を作詞。作曲は山崎香世[34]。
- 2025年、『詩集　水の時 Voice of St.GIGA』『詩集　星の時 Voice of St.GIGA』（ロクリン社）刊行。セント・ギガのために執筆した600篇あまりの詩から精選。『水の時』には124篇、『星の時』には117篇の詩を収録する。

#### ノンフィクション
- 1997年、『マザー・テレサへの旅 ―ボランティアってだれのため?』（学研）を発表。巻末に、生前のマザー・テレサから託された「日本のこどもたちへのメッセージ」を掲載。
- 2001年、『わたしが選んだ職業』（井上荒野ほか共著、福音館書店）に寄稿。
- 2008年、ALS患者の舩後靖彦との共著『しあわせの王様 ―全身麻痺のALSを生きる舩後靖彦の挑戦』（小学館）を発表。2016年、増補新装版（ロクリン社）として再発売。
- 2010年、奈良少年刑務所での「物語の教室」の受講生らが書いた詩に解説を加えて編纂した『空が青いから白をえらんだのです —奈良少年刑務所詩集』（長崎出版、のち新潮文庫）を発表。2013年、『先生!』（池上彰編、岩波新書）に、奈良少年刑務所での教育について記した「詩が開いた心の扉」を寄稿。2016年には『世界はもっと美しくなる —奈良少年刑務所詩集』（ロクリン社）と『写真集 美しい刑務所 -明治の名煉瓦建築 奈良少年刑務所』（上條道夫写真、西日本出版社）を発表した。
- 2019年、アイヌ初の国会議員・萱野茂の伝記を発表。『平塚らいてう／萱野茂 —女性・先住民の権利をもとめた人びと』（非暴力の人物伝5、大月書店、平塚らいてう伝記は濱野京子が執筆）に収録。

### 舞台・映像・オーディオドラマ
- 1999年より、ミュージシャンと組んで自作のリーディング・ライブを行っている[35]。2010年までに豊住芳三郎、藤川義昭、明石隼汰、本多信介、翠川敬基、押尾コータロー、西陽子、坂田明、谷川賢作らとコラボレーション。
- 2000年、アニメ『マザー・テレサ』（学研）の脚本を制作。同作は優秀映像教材選奨で優秀作品賞を受賞[36]。
- 2005年、オーディオドラマ『青いナムジル』(NHK)の脚本を制作。
- 2011年、オーディオドラマ『雪姫 遠野おしらさま迷宮』(NHK)の脚本を制作。
- 2012年、朗読劇『二人の采女』の脚本を制作[37][38]。同年、オペラ『ラジオスターレストラン ―星の記憶』[39]（金沢芸術創造財団）の原作・脚本を担当。音楽は谷川賢作、演出は丹下一。
- 2013年、音楽劇『大地の祈り ナウマン博士の夢』（糸魚川市民会館・いといがわ創造シアター）に歌詞を提供。
- 2013年、芸能ユニット「勾玉天龍座」を結成。古事記や古典文学をテーマに、物語の舞台となった場所などで上演活動をしている[40]。2018年までに、古事記から『八俣の大蛇』『八咫烏』『黄泉返り』『天の岩戸』『因幡のしろうさぎ』[41]『大国主のよみがえり』、雨月物語から『蛇性の婬』、東大寺大仏縁起から『祈りのちから』などの脚本を制作し、上演した。
- 2013年より、演出家・俳優の丹下一が、寮美千子作品を舞台化する連続企画を行っている。2016年までに『遠くをみたい』『父は空 母は大地』『ノスタルギガンテス』『ノスタルギガンテス2』『ユーリ×ユーリ』が上演された。

#### プラネタリウム
池袋・旧サンシャインプラネタリウムの番組に詩を提供したのを皮切りに、プラネタリウム番組に作品を提供している。
- 2002年、山梨県立科学館の『ラジオスターレストランへようこそ』（画・小林敏也）の脚本を制作。2004年 - 2005年、愛媛県総合科学博物館でも投影。
- 2003年、渋谷・旧五島プラネタリウムでのメガスターII公演「Slow Life Gallery」で『父は空 母は大地』が使用された。
- 2004年、川崎市青少年科学館に設置されたメガスターIIのために『メガスター誕生物語』および『遠くをみたい』の脚本を制作。
- 2006年、山梨県立科学館プラネタリウムで小説『星兎』がプラネタリウム番組として投影された。
- 2010年、山梨県立科学館プラネタリウム・リニューアル記念番組『137億年目の誕生日』にプロローグ詩および清田愛未が歌うエンディング・テーマ曲の詞を提供。

### 論壇

#### 地域文化
- 1990年、自身の公民館活動についての論文「文化ネットワークの核としての公民館活動～「連続講座・宮沢賢治を体験する」を通じて」で毎日郷土提言賞神奈川県優秀賞を受賞[42]。

#### 宇宙・天文
- 1991年、産経新聞の元日特集紙面「宇宙新時代への夢と期待」に「大切な心をはるか遠くへ運ぶ旅」を寄稿。技術の進歩が人類の抱える問題を一挙に解決するかのような幻想に釘を刺した。
- 1992年、産経新聞の元日特集紙面「国際宇宙年は地球を救えるか」で五代富文と対談。寮はスペースシャトルに「詩人を乗せたらどうか」と提案し、五代は「文学者や画家、詩人、哲学者などが行くことは大切」と答えた。
- 2003年、研究会「プラネタリウムの役割と使命を考える」で「作家のみたプラネタリウム」を発表。

#### 宮沢賢治
- 1996年、『季刊ぱろる4 宮澤賢治といふ現象』（パロル舎）に「ペムペルとネリはどうしてそんなにかわいそうなのか ―「悲しみの起源の神話」としての『黄いろのトマト』」を寄稿。
- 2004年度の和光大学表現学部紀要に「宮澤賢治「四次元幻想」の源泉を探る書誌的考察」を発表。2005年9月には宮沢賢治学会で[43]、2007年12月には芸術至上主義文芸学会で、それぞれ口頭発表した。

#### 著作権
- 2007年、文化庁「著作権分科会 過去の著作物等の保護と利用に関する小委員会（第3回）」で、著作権保護期間延長反対の立場から意見陳述[44][45]。
- 2008年、『詩と思想』5月号（土曜美術社出版販売）に「作品が後世に読まれるためにすべきこと／著作権保護期間延長に反対する」を寄稿。
- 三田誠広がかつて「著作権が切れるとすぐにひどい翻訳が出るから、死後著作権保護期間を延長せよ」と主張していたことを挙げ、サンテグジュペリの日本国内での著作権が切れた途端、当の三田が「ひどい翻訳」の星の王子さまを発売したことを批難している[46]。

#### お水取り
- 2010年度の奈良佐保短期大学紀要に「東大寺修二会「お水取り」の起源に関する仮説」を発表。
- 2012年3月、同仮説を物語の軸とした童話「ならまち大冒険 赤の巻」を毎日新聞大阪本社版に連載。

#### 死刑制度
- 2012年5月、アムネスティ死刑廃止ネットワークセンターのサイトに、死刑問題についてのメッセージを寄稿。
- 2012年10月、『少年事件と死刑』（インパクト出版会）に「一人として変らない子はいない」を寄稿。
- 2014年4月7日放送、テレビ朝日『ビートたけしのTVタックル 死刑制度を考える』に出演[47]。死刑廃止の立場から発言した[48]。

### 役職など
- 1996年（第2回） - 2008年、小学館おひさま大賞審査員。
- 1997年 - 1998年、科学技術庁「宇宙開発委員会」専門委員。
- 2001年 - 2004年度、和光大学非常勤講師。「物語の作法」を担当。
- 2006年 - 2009年度、奈良県ストップ温暖化県民会議委員。
- 2006年より著作権保護期間の延長問題を考えるフォーラム発起人。
- 2007年 - 2016年、奈良少年刑務所社会性涵養プログラム講師。2010年、授業の成果を編纂した『空が青いから白をえらんだのです —奈良少年刑務所詩集』（長崎出版、のち新潮文庫）を発表。以降、奈良少年刑務所での教育についての講演を数多く行う。2017年、鳴門教育大学全国教育実践活動コンテスト奨励賞を受賞[49]。
- 2010年度、奈良佐保短期大学非常勤講師。「哲学と人生」を担当。
- 2012年より平城宮跡を守る会代表。
- 2013年、放送大学面接授業講師。「絵本で学ぶ哲学」を担当。
- 2014年より奈良少年刑務所を宝に思う会呼びかけ人[50]。奈良少年刑務所の明治建築を「旧奈良監獄」としての国重要文化財指定に導いた[51]。
- 2014年度、東北芸術工科大学非常勤講師。「子どもの本を通して学ぶ世界」を担当。
- 2020年より京都市再犯防止推進会議委員[52]。

### その他
- 1987年10月12日放送、TBSテレビ『クイズ100人に聞きました』に「寮チーム」で出演。331対82で惨敗した。
- 1994年8月21日放送、NHK-BS2『BSスペシャル ETを探せ! ここまでわかった地球外生命』に出演。
- 父方の祖父で大正末期から昭和戦前にかけて活躍した科学ライター寮佐吉について、「ある科学ライターのこと」[53]「ミームとしての「宇宙の微塵」 宮澤賢治と寮佐吉」[54]で記している。
- 2003年、国際天文学連合により小惑星8304が「Ryomichico」と命名登録された[55]。

## 著書
- 『ねこ地図いぬ地図りすの地図 (学年別こどもおはなし劇場・2年生) 倉橋達治 絵. ポプラ社, 1987
- 『こっぺくんほっぺ (たんぽぽえほんシリーズ) 田中四郎 絵. 鈴木出版, 1989
- 『小惑星美術館』(貘の図書館) 小林敏也 画. パロル舎, 1990
- 『ポポロくんのせんたくやさん (ひまわりえほんシリーズ 宮本忠夫 絵. 鈴木出版, 1991
- 『ラジオスターレストラン (貘の図書館) 小林敏也 画. パロル舎, 1991
- 『ほしがうたっている』高橋常政 絵. 思索社, 1992.
- 『ノスタルギガンテス』パロル舎, 1993
- 『星ねこミューンのオルゴール』飯田正美 原案・絵, 寮美千子 文. 小学館, 1995
- 『おおおとこエルンスト うみにいく (おひさまのほん) 篠崎正喜 絵. 小学館, 1996
- 『マザー・テレサへの旅 ボランティアってだれのため? (学研のノンフィクション) 文・写真. 学習研究社, 1997
- 『南の島はせいえんでいっぱい みんなでせんしゅをはげます (ボランティアふれあいのえほん 相沢るつ子 絵. 学習研究社, 1997
- 『おおかみのこがはしってきて 北の大地の物語』小林敏也 画. パロル舎, 1999
- 『星兎』パロル舎, 1999
- 『モモンガかぜにのる (チャイルド絵本館. どうぶつ感動ものがたり 目黒誠一 写真. チャイルド本社, 2000
- 『おおきくなったらなんになる? (たんぽぽえほんシリーズ) はたこうしろう 絵. 鈴木出版, 2001
- 『星の魚』作・画, 谷地元瑛子 英文監修. パロル舎, 2002
- 『青いナムジル』篠崎正喜 画. パロル舎, 2002
- 『楽園の鳥 カルカッタ幻想曲』講談社, 2004
- 『遠くをみたい 星の贈りもの』詩, 東逸子 画. パロル舎, 2004
- 『イオマンテ めぐるいのちの贈り物 北の大地の物語』小林敏也 画. パロル舎, 2005
- 『たいちゃんのたいこ (たんぽぽえほんシリーズ) 大島妙子 絵. 鈴木出版, 2005
- 『すてきなすてきなアップルパイ (たんぽぽえほんシリーズ) 篠崎三朗 絵. 鈴木出版, 2006
- 『もっともっとおおきなおなべ (わくわくメルヘンシリーズ) どいかや 絵. フレーベル館, 2008
- 『ほしのメリーゴーランド (わくわくメルヘンシリーズ) 鯰江光二 絵. フレーベル館, 2008
- 『どんぐりたいかい (チャイルドブックアップル傑作選 所由紀子 せいさく. チャイルド本社, 2009
- 『夢見る水の王国』(カドカワ銀のさじシリーズ) 角川書店, 2009
- 『黒い太陽のおはなし 日食の科学と神話』佐竹美保 絵. 小学館, 2009
- 『ならまち大冒険 まんとくんと小さな陰陽師』クロガネジンザ 絵. 毎日新聞社, 2010
- 『雪姫(ゆき) 遠野おしらさま迷宮』兼六館出版, 2010
- 『ラジオスターレストラン 千億の星の記憶』小林敏也 画. 長崎出版, 2012
- 『生まれかわり 東大寺大仏縁起絵巻より (やまと絵本) 長崎出版, 2012
- 『祈りのちから 東大寺大仏縁起絵巻より (やまと絵本) 長崎出版, 2013
- 『エルトゥールル号の遭難 トルコと日本を結ぶ心の物語』磯良一 絵. 小学館クリエイティブ, 2013
- 『天からおりてきた河 インド・ガンジス神話』山田博之 画. 長崎出版, 2013
- 『よみがえり イザナギとイザナミ 絵本古事記』山本じん 画. 国書刊行会, 2015
- 『へいきの平太郎 稲生物怪物語』クロガネジンザ え. ロクリン社, 2015
- 『絵本六道絵 地獄めぐり 聖衆来迎寺国宝「六道絵」模本より』武覚超 監修, 同朋舎新社, 2016
- 『絵本六道絵 餓鬼畜生修羅めぐり 聖衆来迎寺国宝「六道絵」模本より』武覚超 監修, 同朋舎新社, 2016
- 『絵本六道絵 人の道めぐり 聖衆来迎寺国宝「六道絵」模本より』武覚超 監修, 同朋舎新社, 2016
- 『絵本六道絵 天の道めぐり 聖衆来迎寺国宝「六道絵」模本より』武覚超 監修, 同朋舎新社, 2016
- 『平太郎のおばけやしき 稲生物怪録絵巻より (やまと絵本) ロクリン社, 2016
- 『あふれでたのはやさしさだった 奈良少年刑務所絵本と詩の教室』西日本出版社, 2018
- 『イオマンテ めぐるいのちの贈り物 (北の大地の物語) 小林敏也 画. ロクリン社, 2018
- 『いじめられたお姫さま 中将姫物語』上村恭子 絵. ロクリン社, 2018
- 『おおかみのこがはしってきて ([北の大地の物語]) 小林敏也 画. ロクリン社, 2019
- 『奈良監獄物語 若かった明治日本が夢みたもの』磯良一 絵. 小学館クリエイティブ, 2019
- 『詩集　水の時 Voice of St.GIGA』『詩集　星の時 Voice of St.GIGA』ロクリン社，2025

### 編共著
- 『しあわせの王様 全身麻痺のALSを生きる舩後靖彦の挑戦』舩後靖彦共著. 小学館, 2008
- 『空が青いから白をえらんだのです 奈良少年刑務所詩集』編. 長崎出版, 2010 のち新潮文庫
- 『空とぶ鉢 国宝信貴山縁起絵巻より (やまと絵本) 企画・文. 長崎出版, 2012
- 『言葉の胎児たちに向けて 同調から共感へ』姜信子, 中川五郎, 末森英機共著. アドリブ, 2014
- 『世界はもっと美しくなる 奈良少年刑務所詩集』編. ロクリン社, 2016 のち新潮文庫（改題『名前で呼ばれたこともなかったから 奈良少年刑務所詩集』）
- 『美しい刑務所 明治の名煉瓦建築奈良少年刑務所 写真集』上條道夫 写真, 西日本出版社, 2016
- 『非暴力の人物伝 5 平塚らいてう/萱野茂 女性・先住民の権利をもとめた人びと』濱野京子共著 大月書店, 2019

### 翻訳
- 『父は空母は大地 インディアンからの手紙』編・訳, 篠崎正喜 画. パロル舎, 1995
- ナンシー・ウッド『コヨーテを愛した少女』ダイアナ・ブライヤー 絵. パロル舎, 1997
- ウル・デ・リコ『白い虹の伝説』小学館, 1997